# Rue Amélie (Toulouse)
Pour les articles homonymes, voir Rue Amélie.
La rue Amélie (en occitan : carrièra Amelia) est une voie de Toulouse, chef-lieu de la région Occitanie, dans le Midi de la France.

## Situation et accès

### Description
La rue Amélie est une voie publique. Elle se trouve dans le quartier Saint-Aubin.
Elle naît perpendiculairement à la rue de la Colombette. Rectiligne, longue de 161 mètres et d'une largeur régulière de 8 mètres, elle est orientée au nord. Elle se termine au carrefour de la rue Gabriel-Péri.
La chaussée compte une seule voie de circulation automobile en sens unique, de la rue Gabriel-Péri vers la rue de la Colombette. Elle appartient sur toute sa longueur à une zone 30 et la vitesse est limitée à 30 km/h. Il n'existe ni bande, ni piste cyclable, quoiqu'elle soit à double-sens cyclable.

### Voies rencontrées
La rue Amélie rencontre les voies suivantes, dans l'ordre des numéros croissants :
1. Rue de la Colombette
2. Rue Gabriel-Péri

## Odonymie
La rue fut d'abord nommée petite-rue de Constantine, car elle aboutissait à la rue de Constantine (actuelle rue Gabriel-Péri), nommée ainsi en l'honneur de la prise de Constantine, en 1837, lors de la conquête de l'Algérie par la France. En 1888, la rue prit le nom d'Amélie, fille de Bernard Sirven (1813-1886) et héritière des usines de papeterie (actuels no 19 et no 2-10) : elle venait de céder la propriété du sol de la rue à la municipalité.

## Patrimoine et lieux d'intérêt

### Usine de papeterie Sirven
La maison Sirven, fondée en 1834 par Bernard Sirven, est aux XIXe et XXe siècles une des plus importantes imprimeries papeteries françaises. Elle possède plusieurs usines à Toulouse. Le site qui s'organise entre les rues de la Colombette, Amélie et Gabriel-Péri est aménagé lors de plusieurs campagnes de travaux. 
- no  2-10 : usine . 
Le bâtiment est construit en 1877 par l'architecte Barthélémy Guitard. Il s'élève entre la rue Amélie, la rue de la Colombette (actuel no 76) et la rue Gabriel-Péri (actuel no 32-40)[3].

- no  19 : lycée professionnel Gabriel-Péri. 
Le bâtiment est construit en 1877, entre la rue Amélie, la rue André-Mercadier (actuel no 22) et la rue Gabriel-Péri (actuel no 30), où s'ouvre la porte principale. Il est occupé par le lycée professionnel Gabriel-Péri. Les travaux d'aménagement, menés en 1990, sont confiés à l'architecte José Khorsi. 
L'ensemble est constitué de deux bâtiments séparés par une cour, qui s'ouvre directement sur la rue Amélie[4].